# Kalichové velum

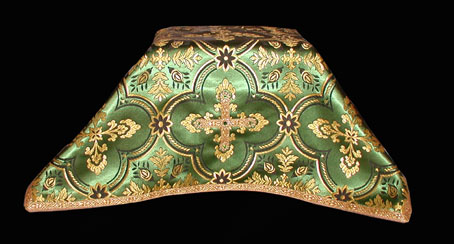
Kalichové velum v zelené barvě (liturgické mezidobí)

Kalichové velum s burzou a manipulem

Kalichové či kališní velum je čtvercová látka příslušné liturgické barvy, zdobená obvykle znamením kříže, kterou se pokrývá mešní kalich, před eucharistií – katolickou bohoslužbou. Může být prosté, nebo naopak nákladně zdobené (například symboly eucharistie uprostřed : výšivkou klasů, Beránka Božího nebo Kristovými iniciálami ve svatozáři).
Kalichové velum tvoří součást původně pětidílné mešní soupravy textilií, kterou dále tvoří bursa na korporál, štóla, manipul a kasule (ornát). Dále pak případně i ramenní velum a dalmatiky s manipuly a štólami pro jáhna a podjáhna.
Tkaniny svou barvou i výzdobou mají tvořit celek s těmito mešními paramenty (např. s oděvem kněze).